# 九龍巴士9號線
九龍巴士9號線是香港九龍一條來往彩福及尖沙咀東（麼地道）的巴士路線，提供牛池灣、新蒲崗及黃大仙來往九龍城、旺角、油麻地及尖沙咀的巴士服務。

## 歷史
- 1946年10月：投入服務，為九龍市區路線，當時來往尖沙咀至九龍城亞皆老街。
- 1947年：延長至牛池灣。
- 1963年10月21日：改經牛池灣至九龍城一段的太子道。
- 1963年11月12日：因為下元嶺村居民投訴交通不便，恢復繞經彩虹道。
- 1965年1月24日：配合彩虹邨入伙而遷往該處。
- 1978年12月4日：延長至坪石。
- 1996年2月7日：增派空調巴士行走。
- 1995年5月7日：配合13號線永久停駛，本線加設龍翔道往尖沙咀碼頭及彌敦道近佐敦道往坪石的單向分段收費，令部份坪石邨居民特意步行到龍翔道乘搭本線往尖沙咀。
- 1996年8月18日：因6B線永久停駛，來回程繞經黃大仙。
- 2006年7月30日：提升至全空調服務。
- 2011年9月19日：增設早上特別班次，逢星期一至五（公眾假期除外）07:40由彩福邨開出，經彩榮路、彩興路、彩興里、新清水灣道及清水灣道後返回原有路線，不停坪石巴士總站[1]。該特別班次成為彩雲道發展區屋苑首項及唯一一項跨區非過海公共交通服務。
- 2014年7月21日：早上特別班次增至2班，開出時間為07:25。
- 2015年6月27日：增設到站時間預報。[2]
- 2018年2月12日：作出以下改動[3][4][5]：
  - 改為來往彩福及尖沙咀東（麼地道）。
  - 彩福開出，經彩榮路、彩興路、彩興里、新清水灣道、清水灣道後返回原線，抵彌敦道後改經梳士巴利道（東行）前往尖沙咀東，取消梳士巴利道「香港文化中心」站，並增設彩榮路「彩德邨彩賢樓」、「彩德邨彩仁樓」及梳士巴利道「尖東站」站；
  - 尖東開出，經麼地道、漆咸道南、梳士巴利道西行返回彌敦道原線，駛至觀塘道後改經彩石里、彩興路、彩榮路前往彩福，不再駛經坪石巴士總站，並新增梳士巴利道「尖東站」、太子道東“坪石邨”、彩榮路「彩德商場」及「彩德邨彩亮樓」站，並提早頭班車至06:15開出；
  - 原有由彩福開出的特別班次將取消；
  - 增設與1及1A線的八達通轉乘優惠。
- 2019年4月19日：往尖沙咀東方向加停彩興路「彩興苑」站。[6]
- 2020年4月20日：往彩福方向加停彩興路「彩興路」站。[7]
- 2021年2月21日：往彩福方向加停觀塘道「啟業邨」站。[8]

## 服務時間及班次
| 彩福開               | 彩福開      | 彩福開       | 尖沙咀東（麼地道）開 | 尖沙咀東（麼地道）開 | 尖沙咀東（麼地道）開 |
| 日期                 | 服務時間    | 班次（分鐘） | 日期                 | 服務時間             | 班次（分鐘）         |
| -------------------- | ----------- | ------------ | -------------------- | -------------------- | -------------------- |
| 星期一至五           | 05:35-07:15 | 20           | 星期一至五           | 06:15                | 06:15                |
| 星期一至五           | 07:30       | 07:30        | 星期一至五           | 06:45-13:00          | 25                   |
| 星期一至五           | 07:50-16:50 | 20           | 星期一至五           | 13:00-18:00          | 20                   |
| 星期一至五           | 16:50-22:15 | 25           | 星期一至五           | 18:00-23:00          | 25                   |
| 星期一至五           | 22:15-23:45 | 30           | 星期一至五           | 23:00-00:30          | 30                   |
| 星期六、日及公眾假期 | 05:35-07:40 | 25           | 星期六、日及公眾假期 | 06:15-12:30          | 25                   |
| 星期六、日及公眾假期 | 07:40-18:20 | 20           | 星期六、日及公眾假期 | 12:30-19:30          | 20                   |
| 星期六、日及公眾假期 | 18:20-23:45 | 25           | 星期六、日及公眾假期 | 19:30-00:30          | 25                   |

## 收費
全程：$6.7
- 彩虹邨丹鳳樓往尖沙咀東（麼地道）：$5.8
- 寧波街往彩福：$6.3

| - 本線設有12歲以下小童及65歲或以上長者半價優惠。 - 65歲或以上香港居民使用「樂悠咭」，以及12歲以下合資格殘疾兒童使用「殘疾人士身份」個人八達通繳付車資，均可享有每程$2.0或半價（以較低者為準）的票價優惠；12至64歲合資格殘疾人士使用「殘疾人士身份」個人八達通（包括「樂悠咭」），以及60至64歲香港居民使用「樂悠咭」繳付車資，均可享有每程$2.0或全費（以較低者為準）的票價優惠。 - 65歲或以上長者如使用長者或一般個人八達通繳付車資，則只可享有半價優惠；12至64歲合資格殘疾人士如不使用「殘疾人士身份」個人八達通，以及60至64歲人士如不使用「樂悠咭」繳付車資，必須繳付全費。 - 乘客可以現金或八達通於上車時付款，不設找續。 - 每位成人乘客可免費攜帶最多兩名4歲以下而不佔座位的兒童乘客乘車，超額之4歲以下小童必須繳付小童車費乘車。 - 持有「九巴月票」之乘客在車票有效期內，每日可享最多10程任何九龍巴士及龍運巴士路線（包括本路線，以及聯營路線的九龍巴士／龍運巴士提供的班次；惟乘搭機場「A」及「NA」線則可享原價二七折優惠（不會計算每天10次合資格車程））；而B1線則每日可享最多各2程（不會計算每天10次合資格車程）。 - 九龍巴士、城巴、龍運巴士及陽光巴士全職員工及家屬（不包括外判職員）可免費乘搭本路線，惟必須拍職員或職員家屬八達通。 - 乘客亦可透過多元化電子支付系統（e度嘟）繳付車資，包括使用非接觸式VISA卡、JCB卡、萬事達卡、銀聯卡、美國運通、大來國際、Discover Card、Apple Pay、Google Pay、Samsung Pay、AlipayHK「易乘碼」、支付寶、WeChatHK／微信支付「搭車碼」、銀聯雲閃付「乘車碼」及BOC Pay「乘車碼」。乘客使用此付款方式，使用此支付方式的乘客可享有中途下車之分段收費，以及與其他九巴／龍運獨營路線或聯營線九巴／龍運班次之轉乘優惠，惟不適用於與非九巴／龍運路線之轉乘優惠，亦不能享有「公共交通費用補貼計劃」及「長者及合資格殘疾人士公共交通票價優惠計劃」。 |

### 八達通轉乘優惠
乘客在登上本線巴士後150分鐘內以同一張八達通卡轉乘以下路線，或從以下路線登車後150分鐘內轉乘本線，次程可獲車資折扣優惠： 
9 ↔ 1、1A
- 9往尖東 → 1或1A往尖沙咀碼頭，次程可獲$5.6折扣優惠
- 1往竹園邨或1A往中秀茂坪 → 9往彩福，次程可獲$6.4折扣優惠

9 ↔ 91、91M/P、92，次程可獲$4.2折扣優惠
- 9往彩福 → 91、91M/P或92往新界
- 91、91M/P或92往鑽石山站 → 9往尖東

## 使用車輛
現時本線使用8輛富豪B9TL 12米（AVBWU）
| 車隊編號 | 車牌   |
| -------- | ------ |
| AVBWU33  | PJ9763 |
| AVBWU53  | PS9267 |
| AVBWU54  | PS9280 |
| AVBWU62  | PV2506 |
| AVBWU63  | PV2694 |
| AVBWU103 | PW2641 |
| AVBWU109 | PW3932 |
| AVBWU350 | SY9515 |

## 行車路線

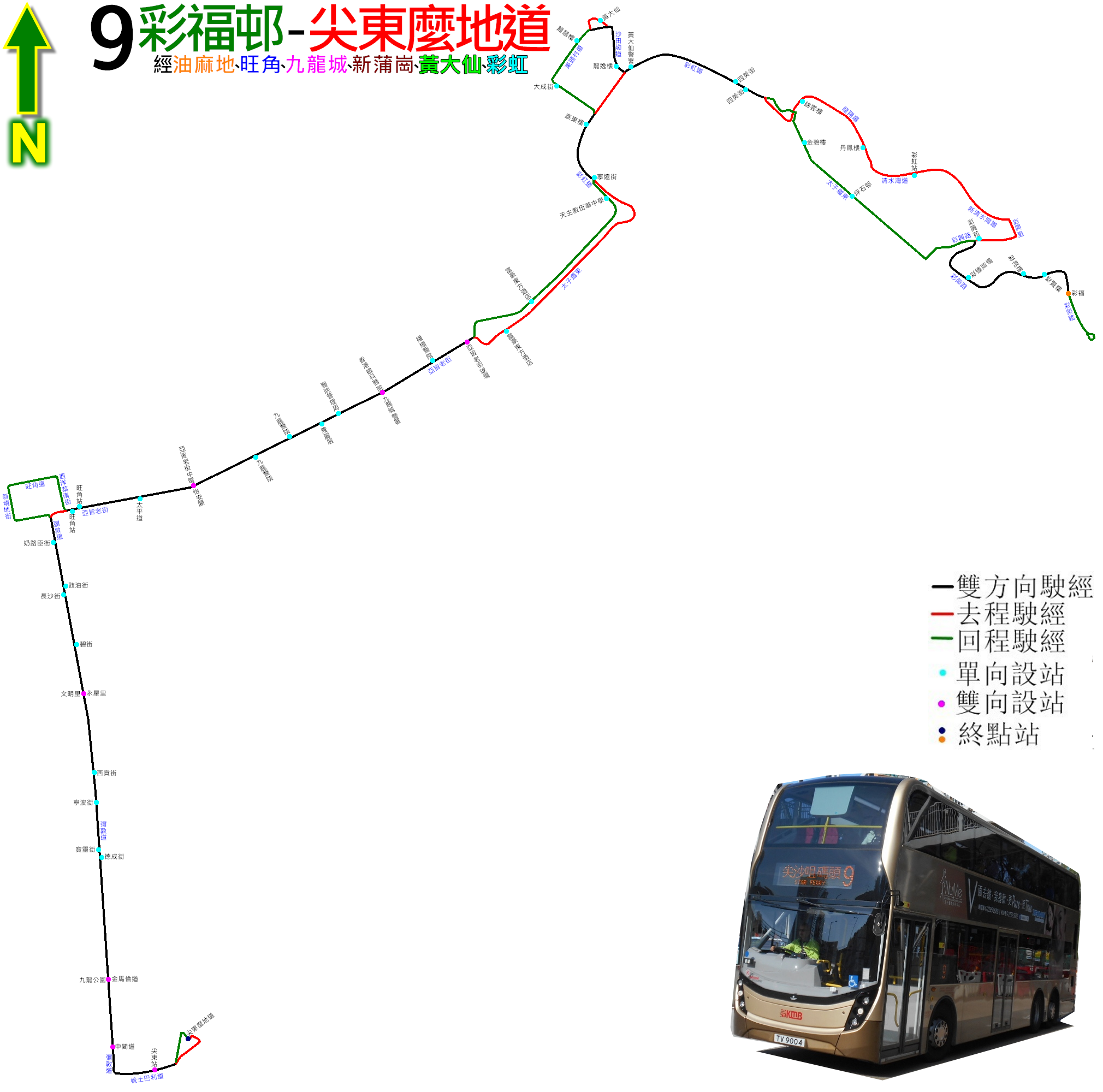
9號線的走線圖

彩福開經：彩榮路、彩興路、彩興里、新清水灣道、清水灣道、坪石公共運輸交匯處、清水灣道、龍翔道、彩虹道、沙田坳道、東頭村道、黃大仙巴士總站、沙田坳道、彩虹道、太子道東、太子道西、亞皆老街、彌敦道及梳士巴利道。
尖沙咀東（麼地道）開經：麼地道、漆咸道南、梳士巴利道、彌敦道、亞皆老街、新填地街、旺角道、西洋菜南街、亞皆老街、太子道西、太子道東、彩虹道、大成街、東頭村道、沙田坳道、彩虹道、彩虹通道、太子道東、觀塘道、彩石里、彩興路及彩榮路。

### 沿線車站
| 彩福開 | 彩福開                               | 彩福開                           | 尖沙咀東（麼地道）開 | 尖沙咀東（麼地道）開                 | 尖沙咀東（麼地道）開             |
| 序號   | 車站名稱                             | 位置                             | 序號                 | 車站名稱                             | 位置                             |
| ------ | ------------------------------------ | -------------------------------- | -------------------- | ------------------------------------ | -------------------------------- |
| 1      | 彩福巴士總站                         | 彩福巴士總站                     | 1                    | 尖沙咀東（麼地道）巴士總站           | 尖沙咀東（麼地道）公共運輸交匯處 |
| 2      | 彩德邨彩賢樓                         | 彩榮路                           | 2                    | 尖東站                               | 梳士巴利道                       |
| 3      | 彩興苑                               | 彩興路                           | 3                    | 尖沙咀轉車站－中間道（N3月台）       | 彌敦道                           |
| 4      | 牛池灣轉車站－彩虹站（K7月台）       | 坪石公共運輸交匯處               | 4                    | 九龍清真寺（N9月台）                 | 彌敦道                           |
| 5      | 牛池灣轉車站－彩虹邨丹鳳樓（J2月台） | 龍翔道                           | 5                    | 寶靈街（N21月台）                    | 彌敦道                           |
| 6      | 彩虹轉車站－彩虹邨錦雲樓（P3月台）   | 龍翔道                           | 6                    | 寧波街（N27月台）                    | 彌敦道                           |
| 7      | 四美街                               | 彩虹道                           | 7                    | （N40月台）                          | 彌敦道                           |
| 8      | 黃大仙下邨龍逸樓                     | 沙田坳道                         | 8                    | 長沙街（N52月台）                    | 彌敦道                           |
| 9      | 黃大仙                               | 黃大仙巴士總站                   | 9                    | 奶路臣街（N63月台）                  | 彌敦道                           |
| 10     | 寧遠街                               | 彩虹道                           | 10                   | 旺角站                               | 亞皆老街                         |
| 11     | 九龍城轉車站－富豪東方酒店（B5月台） | 太子道西                         | 11                   | 亞皆老街中電                         | 亞皆老街                         |
| 12     | 亞皆老街球場                         | 亞皆老街                         | 12                   | 九龍醫院                             | 亞皆老街                         |
| 13     | 九龍城警署                           | 亞皆老街                         | 13                   | 醫院管理局                           | 亞皆老街                         |
| 14     | 雅麗居                               | 亞皆老街                         | 14                   | 香港眼科醫院                         | 亞皆老街                         |
| 15     | 九龍醫院                             | 亞皆老街                         | 15                   | 播道醫院                             | 亞皆老街                         |
| 16     | 怡安閣                               | 亞皆老街                         | 16                   | 亞皆老街球場                         | 亞皆老街                         |
| 17     | 太平道                               | 亞皆老街                         | 17                   | 九龍城轉車站－富豪東方酒店（A4月台） | 太子道東                         |
| 18     | 旺角站                               | 亞皆老街                         | 18                   | 天主教伍華中學                       | 彩虹道                           |
| 19     | 豉油街（S24月台）                    | 彌敦道                           | 19                   | 東頭邨泰東樓                         | 彩虹道                           |
| 20     | 碧街（S30月台）                      | 彌敦道                           | 20                   | 大成街                               | 大成街                           |
| 21     | 永星里（S33月台）                    | 彌敦道                           | 21                   | 黃大仙下邨龍慧樓                     | 東頭村道                         |
| 22     | 西貢街（S41月台）                    | 彌敦道                           | 22                   | 黃大仙警署                           | 彩虹道                           |
| 23     | 德成街（S44月台）                    | 彌敦道                           | 23                   | 四美街                               | 彩虹道                           |
| 24     | 金馬倫道（S51月台）                  | 彌敦道                           | 24                   | 彩虹轉車站－彩虹邨金碧樓（L2月台）   | 彩虹邨通道                       |
| 25     | 尖沙咀轉車站－中間道（S53月台）      | 彌敦道                           | 25                   | 坪石邨                               | 觀塘道                           |
| 26     | 尖東站                               | 梳士巴利道                       | 26                   | 啟業邨                               | 觀塘道                           |
| 27     | 尖沙咀東（麼地道）巴士總站           | 尖沙咀東（麼地道）公共運輸交匯處 | 27                   | 彩興路                               | 彩興路                           |
|        |                                      |                                  | 28                   | 彩德商場                             | 彩榮路                           |
| 29     | 彩德邨彩亮樓                         |                                  |                      |                                      | 彩榮路                           |
| 30     | 彩福巴士總站                         | 彩福巴士總站                     |                      |                                      |                                  |

## 客量
9號線提供黃大仙來往四彩及油尖旺的服務，但與多條路線重疊、迂迴以及班次疏落，客量只屬一般。

## 第一代9號線
第一代9號線為新界路線，原為中美運輸公司來往旺角至元朗長途巴士路線，於1920年代末期由九巴接辦，但在二次大戰時停止服務。